# Vitali Nósov
Vitali Yevguénievich Nósov, en ruso: Виталий Евгеньевич Носов (nacido el 1 de febrero de 1968 en Moscú, Rusia) fue un jugador de baloncesto profesional ruso que jugaba en la posición de pívot. 

## Clubes
- 1992-1993 Avtodor Saratov
- 1993-1995 KK Union Olimpija
- 1995-1997 Dinamo Moscú
- 1997-1998 KK Union Olimpija
- 1999 CSKA Moscú
- 1999  Sporting Atenas
- 1999-2000  Darüşşafaka
- 2000-2003  Chimki

## Palmarés
- Liga de Rusia: 1

CSKA Moscú: 1998-99
- Copa de Eslovenia: 1

Union Olimpija: 1994,
- Recopa: 2

KK Union Olimpija: 1993-1994